# Cupania fluminensis
Cupania fluminensis är en kinesträdsväxtart som beskrevs av P. Acevedo-rodriguez. Cupania fluminensis ingår i släktet Cupania och familjen kinesträdsväxter. Inga underarter finns listade i Catalogue of Life.